# Nanhe
Nanhe (chinesisch 南和区, Pinyin Nánhé Qū) ist ein Stadtbezirk der chinesischen bezirksfreien Stadt Xingtai, Provinz Hebei. Er hat eine Fläche von 407,2 km² und zählte im Jahr 2010 325.332 Einwohner.
Ab 1993 hatte Nanhe den Status eines Kreises der Stadt Xingtai (南和县,  Nánhé Xiàn). Mit Beschluss des Staatsrats vom 23. Juni 2020 erhielt Nanhe den Status eines Stadtbezirks.